# دامیان شولز
دامیان شولز (انگلیسی: Damian Schulz؛ زادهٔ ۲۶ فوریهٔ ۱۹۹۰) بازیکن والیبال اهل لهستان است.
از باشگاه‌هایی که در آن بازی کرده‌است می‌توان به لوتوس ترفل گدانسک اشاره کرد.